# Сергеев, Михаил Афанасьевич
Сергеев Михаил Афанасьевич — участник Великой Отечественной войны, полный кавалер Ордена Славы, старшина минометной батареи  102-го гвардейского Померанскского стрелкового полка, 35-й гвардейской Лозовской Краснознаменной орденов Суворова и Богдана Хмельницкого стрелковой дивизии, 8-й гвардейской армии, 1-го Белорусского фронта, гвардии старшина.

## Биография
Родился в 1914 году в Пензенской губернии в крестьянской семье. Русский. Образование начальное. С 1928 года жил в селе Покровка ныне Искитимского района Новосибирской области, затем – в городе Новосибирск. Работал грузчиком в тресте столовых.
С мая 1941 года – в Красной Армии. С октября 1941 года – в действующей армии. Воевал на Брянском, Сталинградском, Юго-Западном (с 20 октября 1943 года – 3-й Украинский) и 1-м Белорусском фронтах. Принимал участие в оборонительных сражениях 1941 года, Сталинградской битве, освобождении Левобережной Украины, Никопольско-Криворожской, Березнеговато-Снигиревской, Одесской, Люблин-Брестской, Висло-Одерской и Берлинской наступательных операциях. В боях был дважды ранен.
В ходе Никопольско-Криворожской наступательной операции 8 февраля 1944 года при отражении контратаки противника в районе села Николаевка (ныне Софиевский район Днепропетровской области, Украина) командир расчета минометной батареи гвардии старший сержант М.А.Сергеев действовал смело и решительно, вел точный огонь по пехоте противника, уничтожил расчет пулемета. Приказом командира полка награждён медалью «За отвагу».
В ходе Березнеговато-Снигиревской наступательной операции расчет М.А.Сергеева в период с 11 по 20 марта 1944 года при освобождении сел Черниговка, Лоцкино (ныне Новобугский Николаевской области, Украина) и Гурьевка (ныне Новоодесский район той же области) уничтожил 3 огневые точки и до 15 солдат противника. Приказом командира полка М.А.Сергеев награждён второй медалью «За отвагу».
При подготовке к прорыву обороны противника в Люблин-Брестской наступательной операции 18 июля 1944 года в районе села Видуты (ныне Турийский район Волынской области, Украина) разведчик минометной батареи М.А.Сергеев в паре с другим разведчиком уточнял начертание переднего края противника и расположение его огневых средств. Обойдя позиции боевого охранения врага, они вплотную приблизились к немецким траншеям и выявили огневые точки противника. При возвращении разведчики напали на пост боевого охранения и захватили в плен унтер-офицера и 2 немецких солдат.
Приказом командира 35-й гвардейской стрелковой дивизии от 15 августа 1944 года гвардии старший сержант Сергеев Михаил Афанасьевич награждён орденом Славы 3-й степени.
В результате операции части 35-й гвардейской стрелковой дивизии вышли к реке Висла в районе населенного пункта Магнушев (ныне Козеницкий повят, Мазовецкое воеводство, Польша). Командир отделения разведки М.А.Сергеев переправился через реку 1 августа 1944 года вместе с передовыми стрелковыми подразделениями. Выявив 4 огневые точки и выдвигающиеся для контратаки группы пехоты на автомашинах, он немедленно передал данные на батарею. Огнём минометов, который корректировал М.А.Сергеев, было уничтожено 3 огневые точки, до 15 солдат противника и подожжено 3 автомашины. Командиром полка представлен к награждению орденом Красной Звезды.
Приказом командующего 8-й гвардейской армией от 12 ноября 1944 года гвардии старший сержант Сергеев Михаил Афанасьевич награждён орденом Славы 2-й степени.
За период Висло-Одерской наступательной операции отделение М.А.Сергеева, продвигаясь вместе с передовыми стрелковыми подразделениями, своевременно выявляло объекты поражения для своей батареи и корректировало минометный огонь. Разведчики обнаружили 2 артиллерийских орудия, минометную батарею, 8 станковых и 16 ручных пулеметов противника, большинство из которых было уничтожено либо подавлено огнём батареи. 29 января 1945 года при наступлении в районе города Мезеритц (ныне Мендзыжеч, Любушское воеводство, Польша) М.А.Сергеев обнаружил 3 станковых пулемета врага и, лично корректируя огонь батареи, уничтожил их. В ходе марша при столкновениях с разрозненными группами противника М.А.Сергеев из личного оружия уничтожил 15 немецких солдат.
Указом Президиума Верховного Совета СССР от 31 мая 1945 года за образцовое выполнение боевых заданий командования в боях с немецко-фашистскими захватчиками на завершающем этапе Великой Отечественной войны гвардии старшина Сергеев Михаил Афанасьевич награждён орденом Славы 1-й степени.
В ходе уличных боев в городе Берлин 25 апреля 1945 года гвардии старшина М.А.Сергеев пропал без вести.

## Награды
- Орден Славы 1-й степени(указ Президиума Верховного Совета СССР от 31.05.1945 года)
- Орден Славы 2-й степени (приказ командующего 8 гвардейской армии от 26.03.1945 года)
- Орден Славы 3-й степени (приказ командира 35 гвардейской стрелковой дивизии от 11.08.1944 года)
- Медаль За отвагу (приказ командира полка)
- Медаль За отвагу (приказ командира полка)

## Память
В Новосибирске имя полного кавалера ордена Славы увековечено на Аллее Героев у Монумента Славы